# Räcke

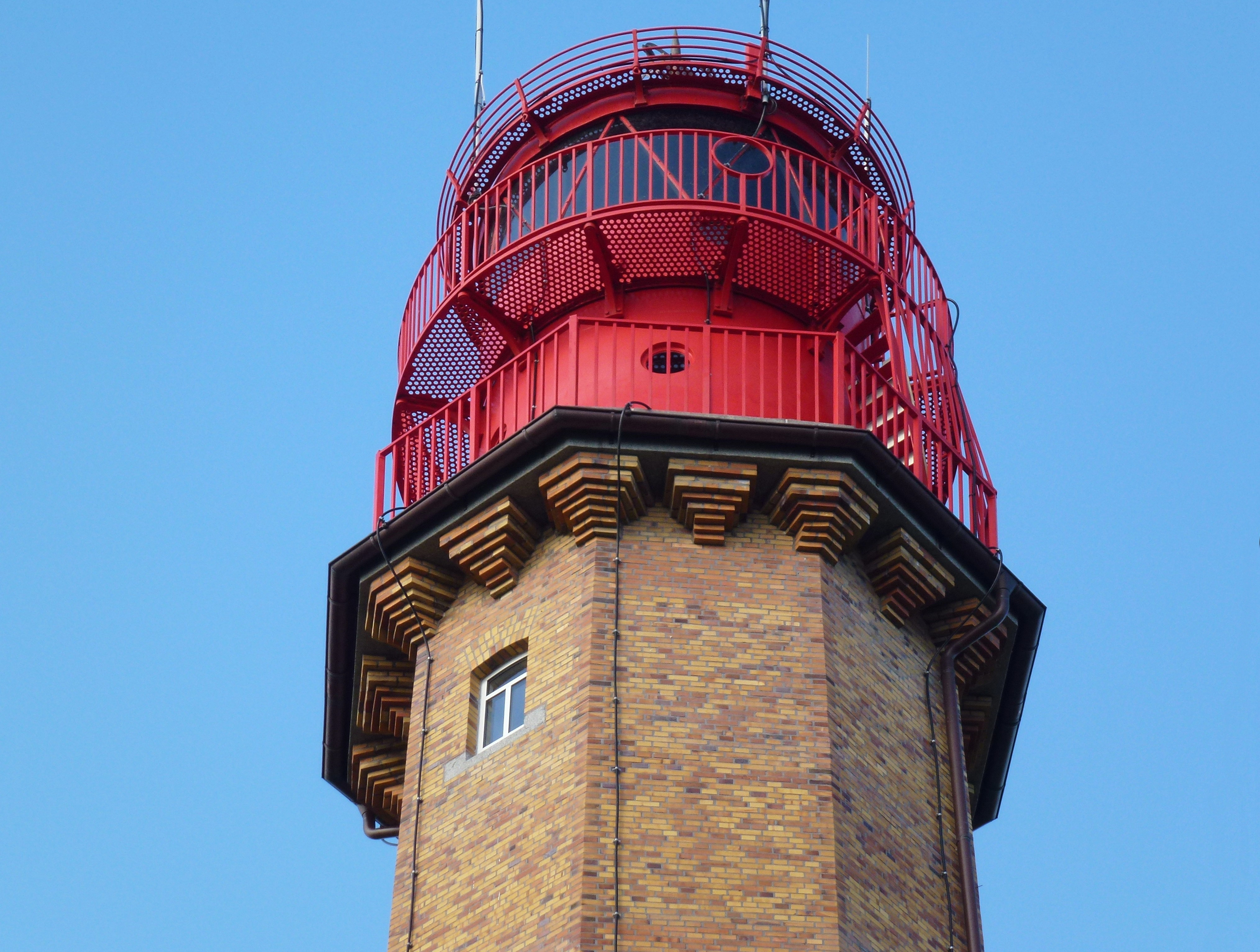
Flera räcken på Fyrtornet Flügge.

Ett räcke är en upprättstående anordning som skall förhindra nedstörtning eller skall hjälpa att leda personer.

## Utförande
Räcken består i regel av vertikala räckesståndare som hålls ihop upptill av en liggande handledare. Gestaltningen varierar och påverkas av räckets funktion. Ofta blir räcken till ett arkitektoniskt element i en byggnad. Materialet kan bestå av exempelvis trä, metall, ståltråd, sten, betong, glas, plast eller en kombination av dessa. 
Räcken kan antingen tillverkas individuellt efter en arkitektritning eller produceras som standardiserade och förtillverkade delar som sätts ihop på byggarbetsplatsen.
Måtten är i regel standardiserade vilket skall förhindra så kallade traumaskador vid fall. I Sverige formuleras måtten av Boverket som föreskriver bland annat att ”om våningshöjden är mer än 3,0 meter, mätt från golv till golv, bör räcket vara minst 1,1 meter hög”.

## Användning

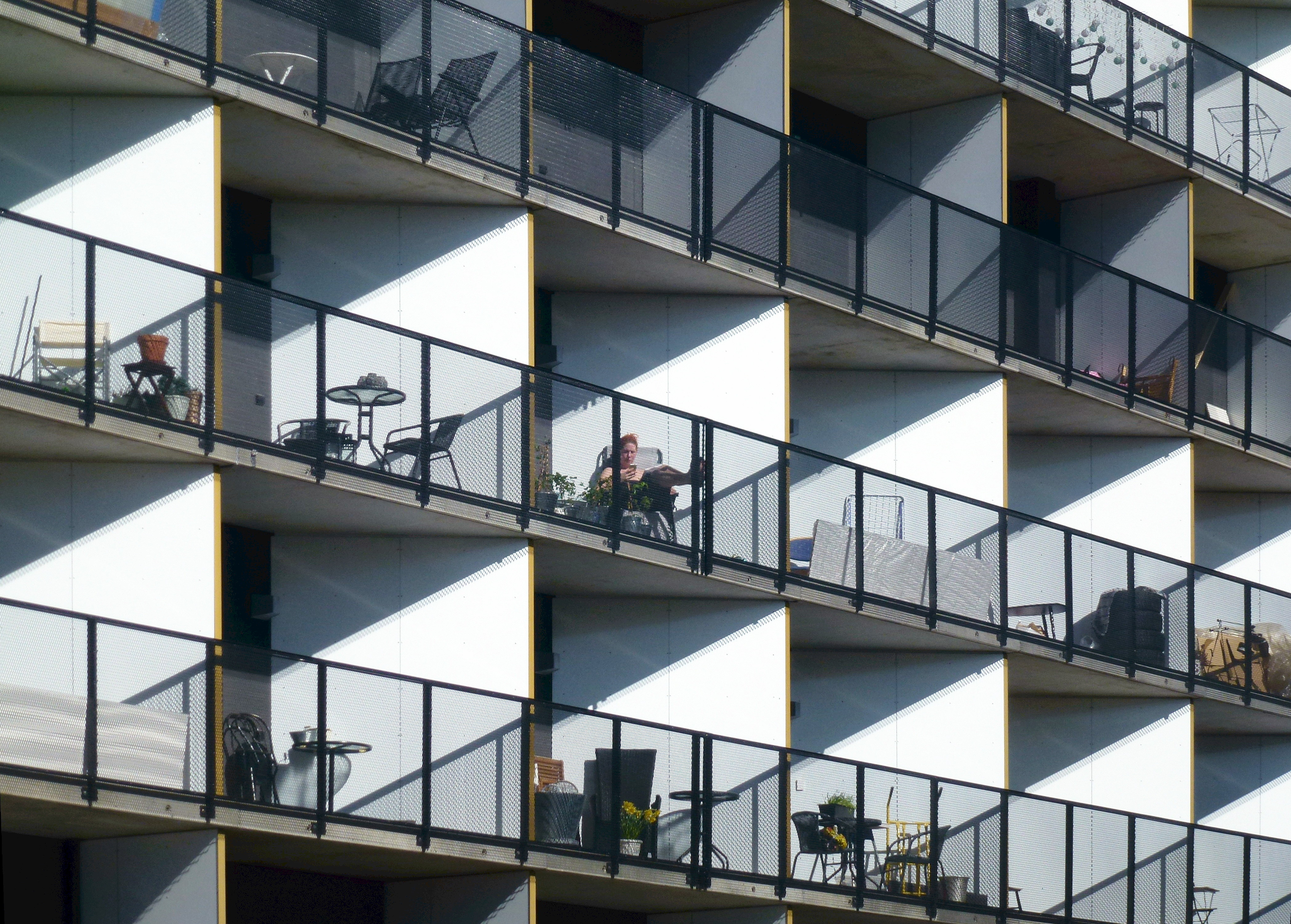
Prefabricerade balkongräcken av sträckmetall (Kungsterrassen, Sätra).

Räcken förekommer bland annat på:
- Altaner
- Balkonger
- Bryggor
- Broar
- Byggnadsställningar
- Fartyg (se reling)
- Ramper
- Takbryggor
- Trappor och vilplan
- Utsiktsplattformar
- Verandor
- Vägar (se vägräcke)

## Exempel

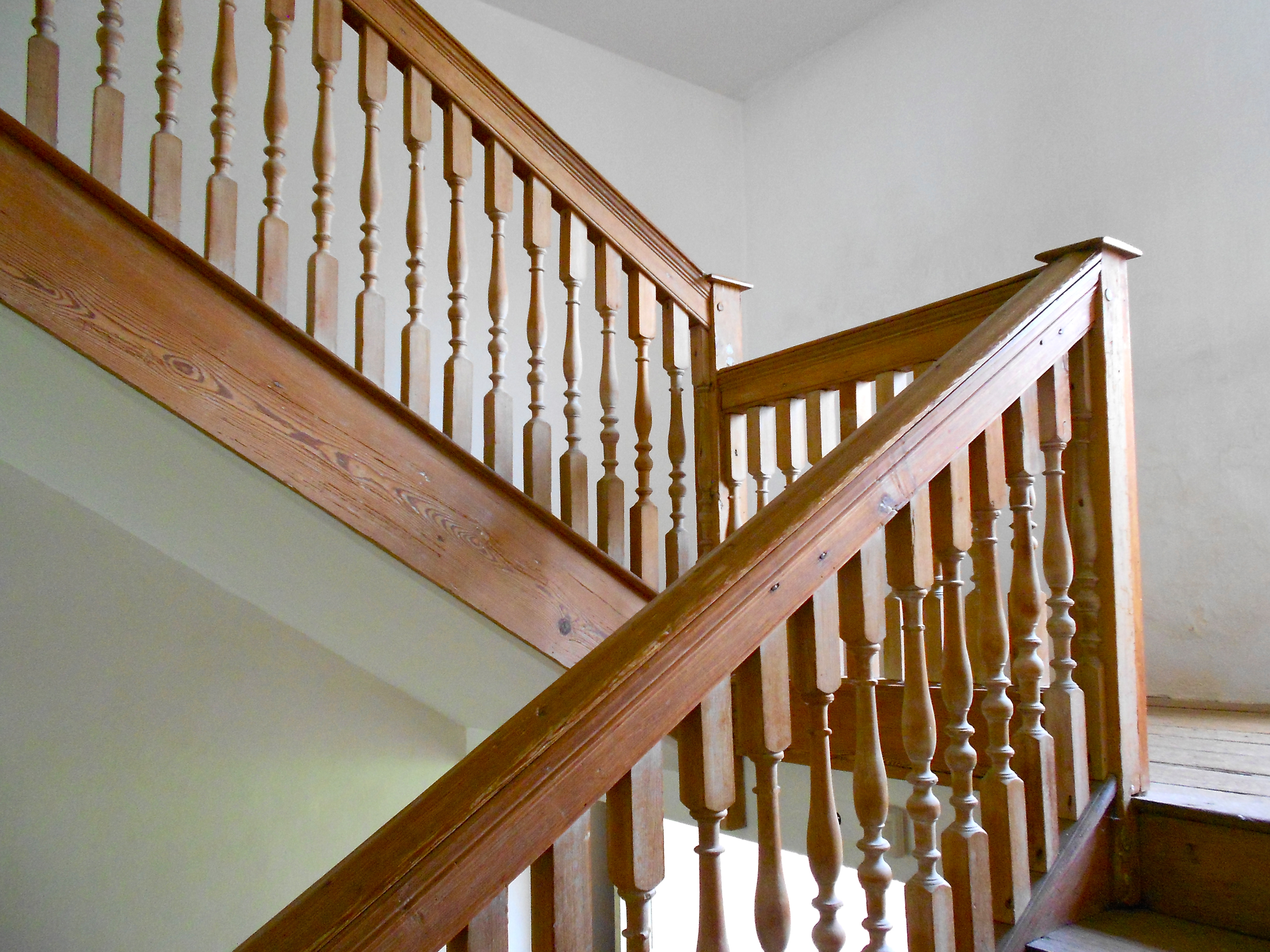
Trappräcke av trä
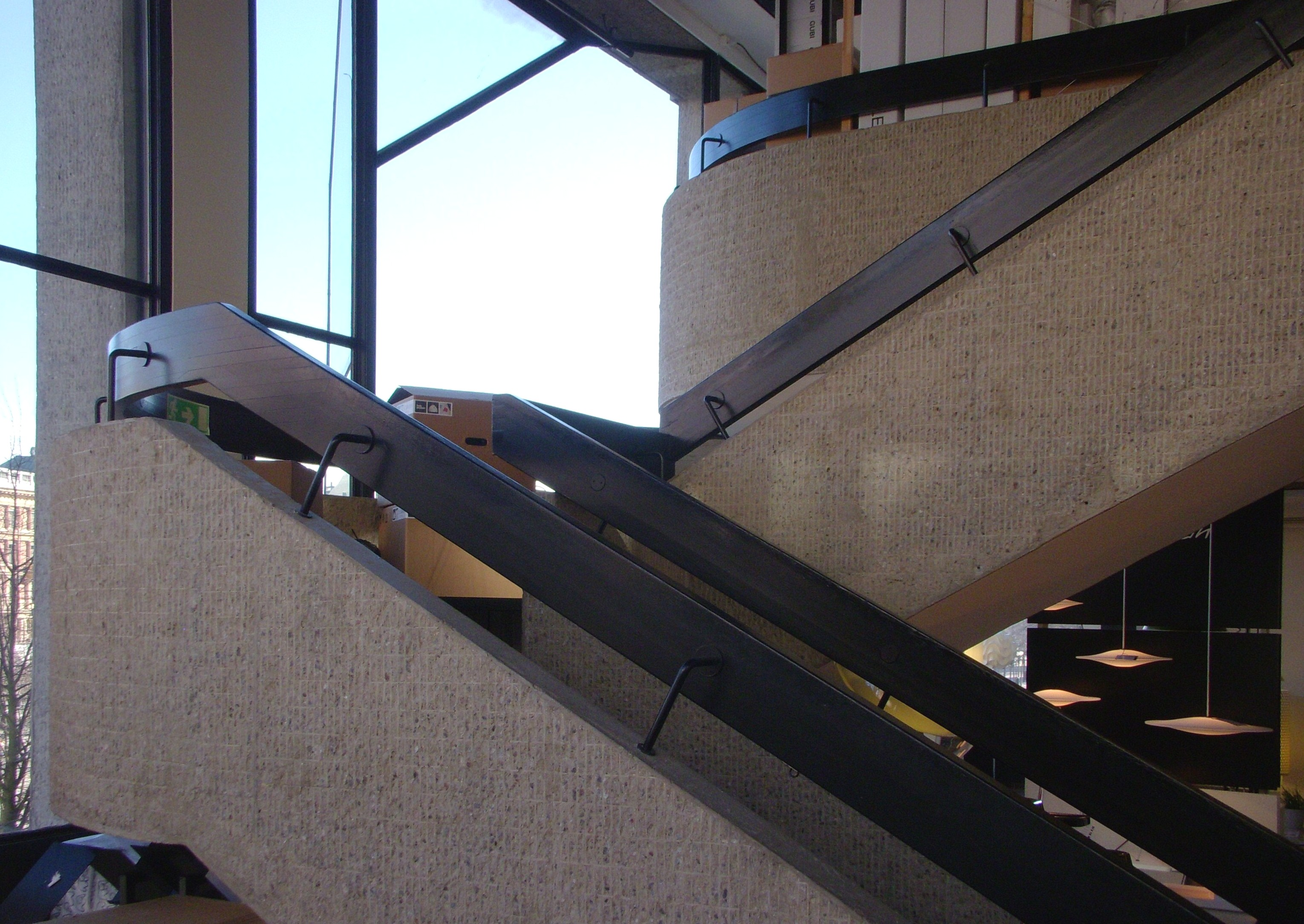
Trappräcke av betong och trä (Sverigehuset)
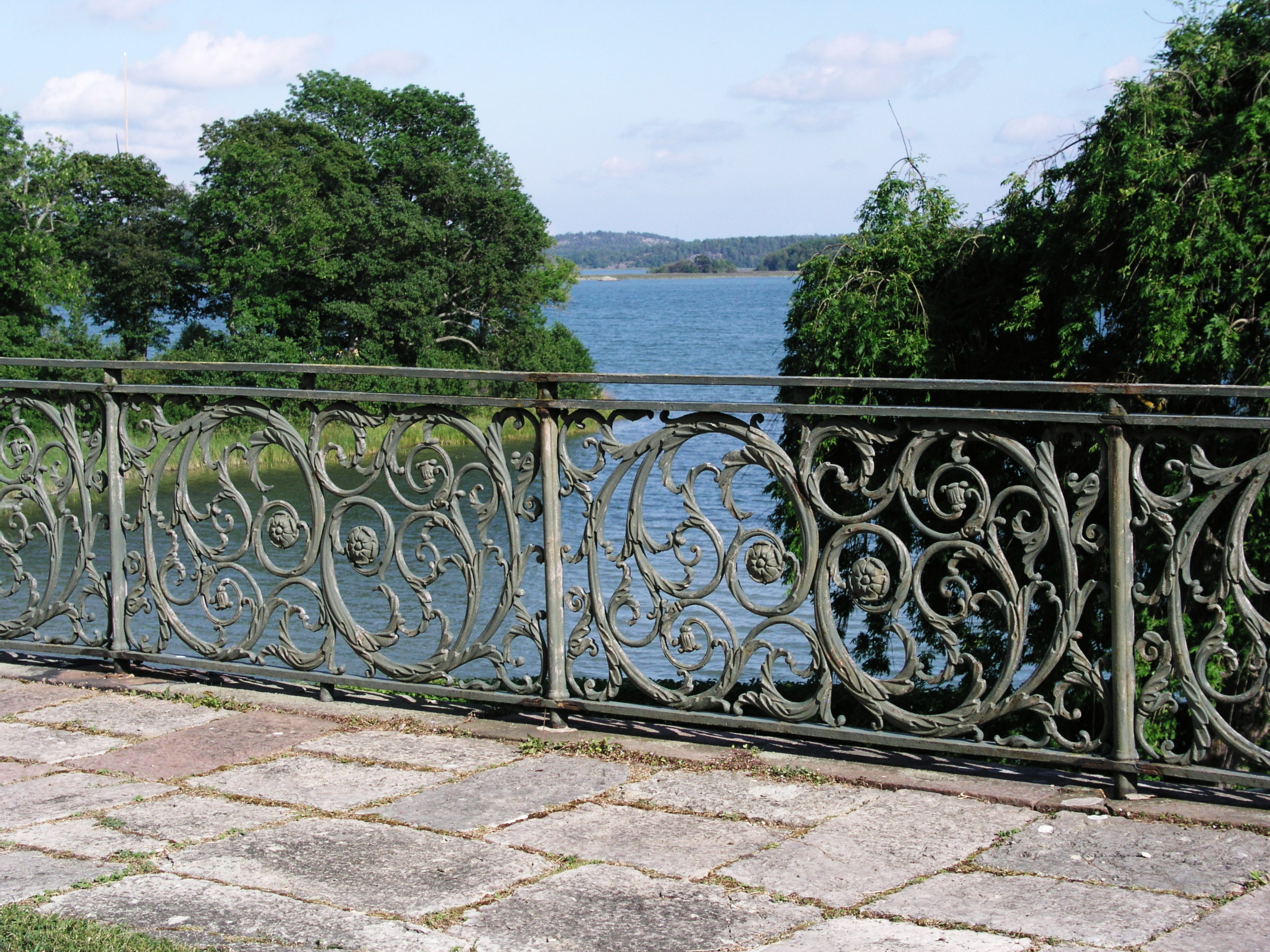
Smidesräcke vid utsiktsplats (Tullgarns slott)
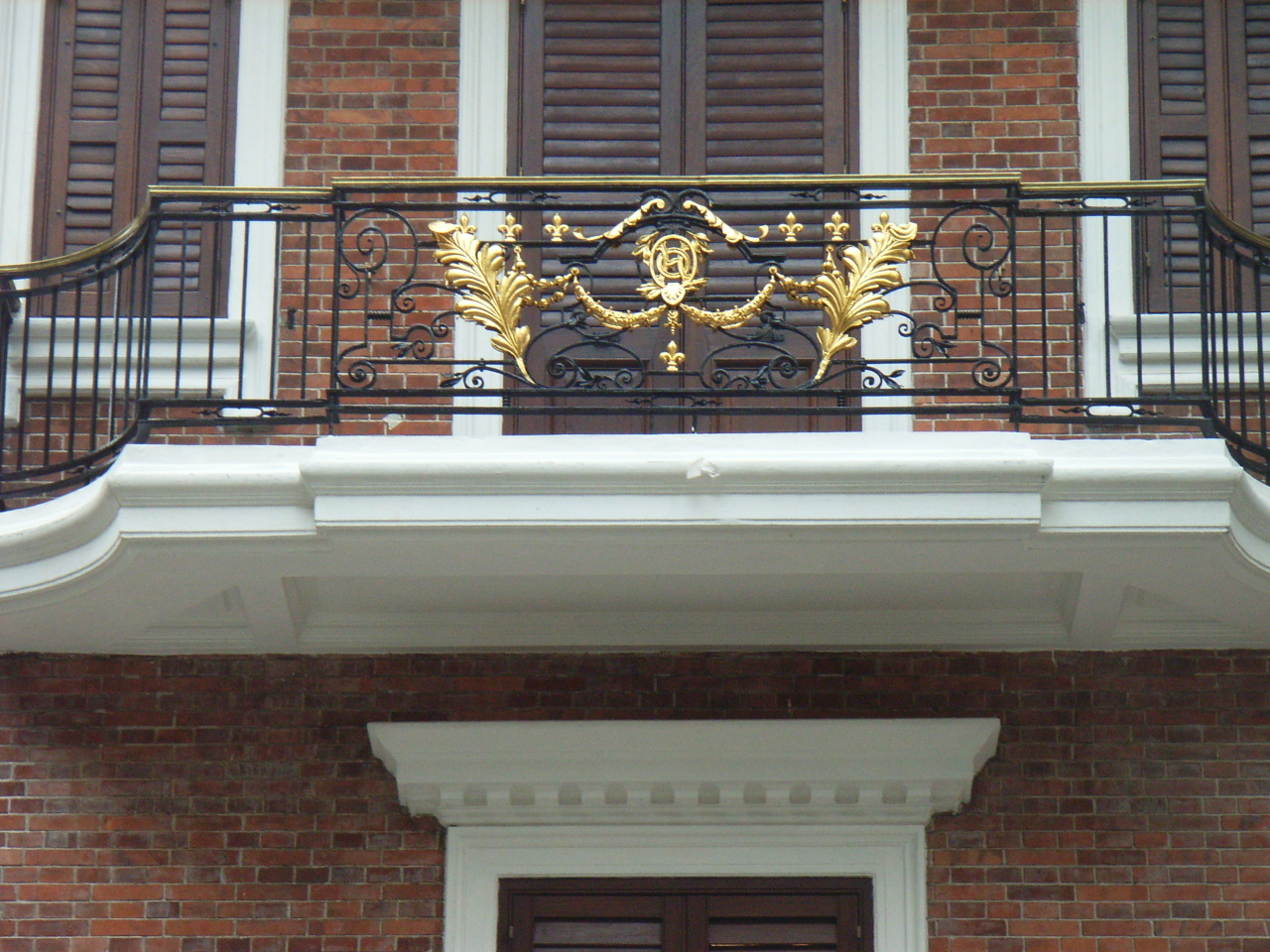
Balkongräcke i smide
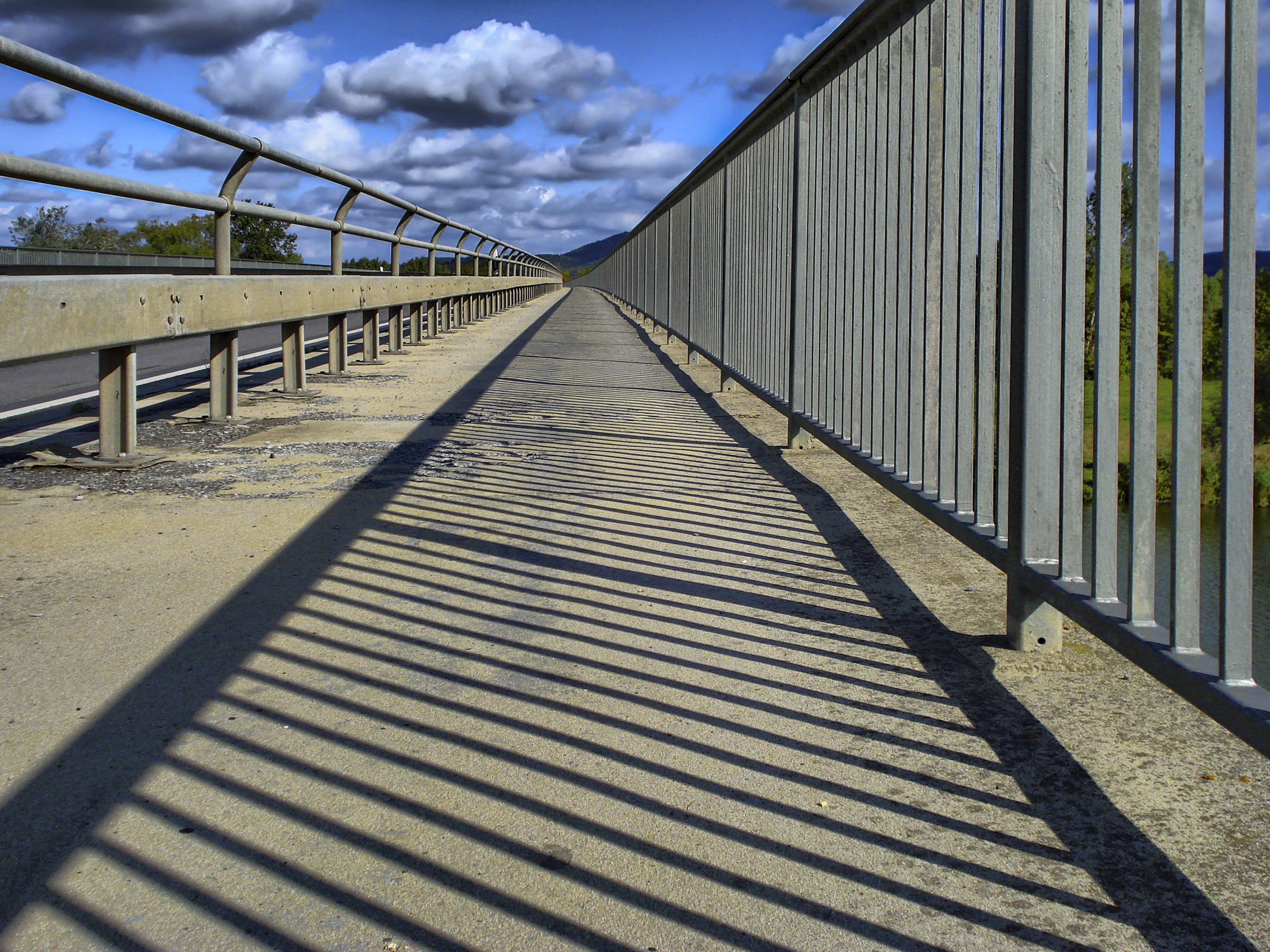
Broräcke och vägräcke i stål